# Lady Eileen Bundle Brent

Lady Eileen Brent, surnommée « Bundle » dans sa famille et par ses amis, est un personnage de fiction créé par Agatha Christie. Elle apparaît dans Le Secret de Chimneys, où elle n'a qu'un rôle relativement secondaire, et dans Les Sept Cadrans, dont elle est l'héroïne. Fiancée à William (Bill) Eversleigh à la fin de ce roman, elle aurait ensuite été connue sous le nom de Lady Eileen Eversleigh.

## Famille et amis

### Famille
Bundle est la fille aînée de Clement Edward Alistair Brent, neuvième marquis de Caterham. Elle a deux sœurs, Daisy et Dulcie, surnommées Guggle et Winkle. Sa mère est morte quand elle était enfant. Son oncle, Henry Brent, huitième marquis de Caterham, était Secrétaire d'État des Affaires étrangères. Ce détail pourrait avoir été suggéré à Agatha Christie par le marquis Curzon de Kedleston, qui occupa ce poste de 1919 à 1924. La femme de Henry de Caterham, Marcia Brent, apparaît dans Les Sept Cadrans, où elle aide la jeune fille à se faire inviter chez le politicien George Lomax.

### Amis
Bundle compte parmi ses amis William (Bill) Eversleigh, qu'elle tient pour un jeune homme gaffeur et maladroit mais fidèle et Virginia Revel, dont on dit qu'elle est « la femme la plus sexy de Londres ».

### Chimneys
La résidence de la famille Brent est Chimneys, un château inspiré par Abney Hall (en), dans le Cheshire, la résidence de James Watts (en), le beau-frère d'Agatha Christie. Le fait que le marquis Henry de Caterham ait travaillé aux Affaires Étrangères sert de prétexte aux politiciens pour organiser des réunions politiques au château, au grand dam du neuvième marquis.

## Le personnage
L'âge de Bundle n'est donné dans aucun des romans, mais on peut penser qu'elle a environ dix-neuf ans dans Le Secret de Chimneys. Elle est une sorte de femme enfant : elle possède d'un côté un physique enfantin (de longues jambes et un air malicieux), mais c'est aussi une jeune fille grande et brune, séduisante, à l'allure un peu masculine. Elle est maligne, têtue, vive et charmante. Elle a des yeux gris, vifs et pénétrants, qui déconcertent parfois les autres.
Bundle est une jeune fille de son temps, un peu garçon manqué. Elle possède une  Hispano-Suiza, probablement une H6B, qu'elle conduit à grande vitesse, au point que son père refuse de monter avec elle. Elle conduit d'ailleurs si vite qu'elle croit un jour avoir renversé un homme, qui a en fait été abattu.
Bundle s'habille, comme la plupart des femmes après la Première Guerre mondiale, sans corset. Au lieu de cela, elle porte un simple négligé sous sa robe. Bien que son attitude envers la politique et les politiciens soit assez ambigüe, elle se dit socialiste, ce qui est confirmé par son père : « ma fille est une socialiste effrénée ! ».

### Le surnom
L'origine du surnom de Lady Eileen Brent n'est pas expliquée. En 1933, dans sa traduction du  Secret de Chimneys, Juliette Pary traduit Bundle par « Chiffonnette » et les deux sœurs de la jeune fille deviennent « Chiffon » et « Griffon ». En 1929, dans sa traduction des  Sept Cadrans, Miriam Dou-Desportes garde le surnom anglais de la jeune fille.

## Prétendants
Bundle est une jeune fille séduisante et à la fin des Sept Cadrans, elle reçoit deux propositions de mariage : la première de George Lomax, sous-secrétaire d'État aux Affaires étrangères, qui n'a que cinq ans de moins que son père et qu'elle repousse sans hésiter, et la seconde de Bill Eversleigh (né vers 1900), un employé de Lomax, qu'elle accepte. Leur mariage est en outre accepté par Lord Caterham, qui voit en Bill un très bon joueur de golf.
Dans Les Sept Cadrans, Bundle dit au Superintendant Battle, de Scotland Yard, qui apparaît dans les deux romans de Chimneys : « ... vous êtes un homme incomparable ! Je regrette que vous soyez déjà marié... Je vais être obligée de me contenter de Bill ! ».